# Riječ (bilten, Sarajevo)
Mjesečnik Riječ bilten je čije izlaženje je pokrenula Udruga demobiliziranih i umirovljenih pripadnika HVO-a Novo Sarajevo, uz financijsku pomoć Općine Novo Sarajevo. 
Prvi broj je izašao u listopadu 2008. godine a, kako je istaknuto u uvodniku, svrha pokretanja ovog biltena je zadovoljiti kulturne, obrazovne i socijalne potrebe bivših pripadnika HVO-a s općinskog područja, članova njihovih obitelji, te pridonijeti opstanku i povratku sarajevskih Hrvata u domicilni grad. Također, ciljevi uredništva su kvalitetno i objektivno informirati o aktualnim prilikama, pridonijeti očuvanju i jačanju hrvatskog identiteta, jezika i kulture u glavnom gradu BiH, te isticati pozitivne zasade multietničnosti, multikulturalnosti, građanske demokracije i civilnoga društva. 
Urednici biltena dalje u uvodniku zaključuju da se u svojevrsnom medijskom vakumu, nastalom nakon gašenja nekoliko prominentnih sarajevskih tiskovina na hrvatskom jeziku, posebice tjednika Hrvatska riječ, osjeća potreba za izdanjem ovakvoga profila i da će izlaženje biltena snažno poduprijeti mjerodavne institucije i svi dobronamjernici. 
Prvi je broj izašao na dvadeset stranica, na kvalitetnom papiru. Donosi mnoštvo korisnih informacija o udruzi i općenito o poslijeratnom životu hrvatskih branitelja u Sarajevu